# Aucubin
Aucubin ist ein häufiger sekundärer Pflanzenstoff aus der Gruppe der Iridoidglycoside. Es ist ein Glykosid des Aglykons Aucubigenin mit einer Einheit Glucose.

## Struktur

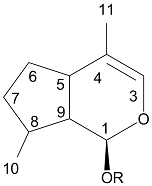
Nummerierung des Grundgerüsts der Iridoide

Wie andere Monoterpene wird das Aglykon Aucubigenin aus zwei Isopreneinheiten mit je fünf Kohlenstoffatomen in der Pflanze synthetisiert. Im Gegensatz zu dem C10-Grundkörper der Iridoide besitzt das Aucubingrundgerüst nur neun Kohlenstoffatome, da die an den Dihydropyran-Ring gebundene Methylgruppe (C11) während der Biosynthese zu einer Carbonsäuregruppe oxidiert und dann als Kohlenstoffdioxid abgespaltet wird. Die Kohlenstoffatome C6 und C10 sind jeweils durch eine Hydroxygruppe substituiert und zwischen den Kohlenstoffatomen C7 und C8 liegt eine C=C-Doppelbindung vor. Diese C=C-Doppelbindung des Cyclopentenrings ist beim verwandten Catalpol epoxidiert. Die Glucose liegt als β-D-glucopyranose vor. Die Struktur des Aucubins und seines Aglykons Aucubigenin wurden jeweils durch Einkristall-Röntgenstrukturanalysen belegt.

## Vorkommen

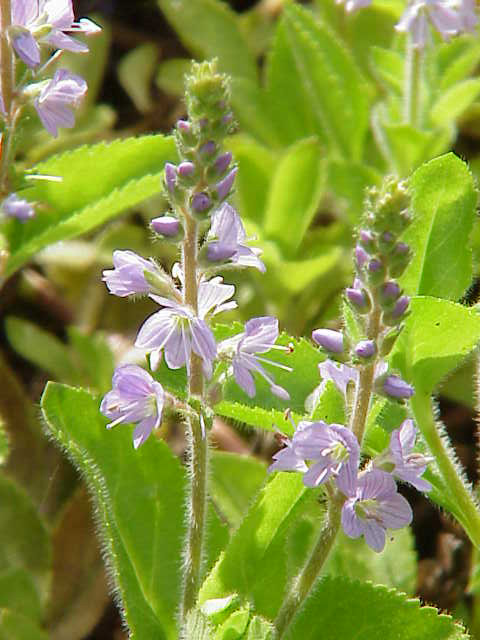
Echter Ehrenpreis (Veronica officinalis)

Aucubin kommt in mehreren Pflanzenarten vor und wurde zum ersten Mal 1905 von Bourquelot und Hérissey aus den Blättern der Japanischen Aukube (Aucuba japonica) isoliert. Vom Gattungsnamen Aucuba der Japanischen Aukube stammt auch der Name des Aucubins. Die Verbindung kommt weiter u. a. auch im Spitzwegerich (Plantago lanceolata), im Gemeinen Augentrost (Euphrasia officinalis), in Arten der Gattung der Königskerzen (Verbascum), z. B. in der Großblütigen Königskerze (Verbascum densiflorum) und im Echten Ehrenpreis (Veronica officinalis) vor. Dabei kommt Aucubin z. B. in den Blättern und Samen der Japanischen Aukube und den Blättern des Spitzwegerichs auch in relativ größeren Mengen vor.

## Verwendung
Aucubin wirkt antibiotisch und beeinflusst den Blutdruck. Der Saft von Spitzwegerich enthält Aucubin und schimmelt nicht. Die Säfte der meisten anderen Pflanzen schimmeln. Aucubin wirkt entzündungshemmend und reizmildernd. Durch Auflegen von zerdrückten Spitzwegerichblättern können das Jucken und die Schwellung von Insektenstichen gemildert werden. Das Aucubin bleibt jedoch nur bei sehr sorgfältiger Extraktion erhalten. Spitzwegerichtee hat das Aucubin oft durch unsachgemäße Trocknung oder Aufbewahrung verloren. Aucubin macht den Tee bitter. Da es von Darmbakterien zersetzt wird, ist es im Tee ohne pharmakologische Wirkung.